# Jimmy Woo
James "Jimmy" Woo è un personaggio dei fumetti creato da Al Feldstein (testi) e Joe Maneely (disegni), pubblicato dalla Atlas Comics (in seguito Marvel Comics). La sua prima apparizione avviene in Yellow Claw (vol. 1) n. 1 (ottobre 1956).
Agente dell'FBI nemico giurato del signore del crimine comunista noto come Artiglio Giallo, Jimmy Woo diviene successivamente un agente dello S.H.I.E.L.D. a capo della divisione nota col nome in codice di Agenti dell'Atlas. Il personaggio è stato definito un'eccezione positiva alla rappresentazione largamente negativa degli asiatici e degli asioamericani nei fumetti durante un periodo (gli anni cinquanta) in cui la visione di tali culture era plasmata dalla "propaganda di guerra razzista e xenofoba".

## Storia editoriale
Jimmy Woo esordisce ad opera dello sceneggiatore Al Feldstein e del disegnatore Joe Maneely sul primo numero della poco longeva collana Yellow Claw (ottobre 1956-aprile 1957) che, nel corso dei suoi quattro albi, vede susseguirsi ai disegni anche Jack Kirby, Bill Everett e John Severin. Nonostante le scarse vendite, la testata ha influenzato molto Jim Steranko che, dieci anni dopo, reintroduce il personaggio di Woo nel corso della sua gestione della serie sullo S.H.I.E.L.D. a partire da Strange Tales n. 160 (settembre 1967).
Woo riveste un ruolo centrale anche nella testata Godzilla (agosto 1977-luglio 1979) e nella miniserie Nick Fury vs. S.H.I.E.L.D. (giugno-novembre 1988) prima di diventare il protagonista della serie Agents of Atlas (ottobre 2006-marzo 2007).

## Biografia del personaggio

### Primi anni
Nato a Cheverly, Maryland, da Kim e Margaret Woo, Jimmy viene incoraggiato fin da bambino a costruirsi una carriera nelle forze dell'ordine dai genitori, immigrati negli Stati Uniti per scongiurare la profezia secondo la quale il figlio avrebbe dovuto succedere l'Artiglio Giallo alla guida della Atlas Foundation; anni dopo, divenuto uno dei migliori agenti dell'FBI, Jimmy prende parte a numerose missioni proprio contro l'Artiglio Giallo nel corso della guerra fredda prima da solo e in seguito assieme ad un gruppo di superumani denominati "G-Men", composto da Venus, Marvel Boy, l'Uomo-Gorilla e M-11.
Nel 1958 Jimmy Woo, assieme a Howard Stark, Rollo, Bear, Nessa the Kitten, Dum Dum Dugan e Thunderbolt Ross, partecipa ad una missione contro un gruppo di alieni grigi operanti dietro la facciata di un casino di Las Vegas.

### S.H.I.E.L.D.
Diversi anni dopo Woo collabora con lo S.H.I.E.L.D. per aiutare Capitan America a sconfiggere il redivivo Artiglio Giallo, dopodiché diviene ufficialmente un agente operativo dell'organizzazione venendo assegnato alla Godzilla Squad di Dugan, incaricata di limitare i danni del Kaijū radioattivo. Durante l'affare Deltite, Woo viene apparentemente ucciso e rimpiazzato da un Life Model Decoy ma, in seguito, si scopre che in realtà è stato catturato dall'Hydra e messo in animazione sospesa; dopo essere stato liberato dai compagni, Jimmy Woo torna in servizio nello S.H.I.E.L.D. collaborando spesso con Jasper Sitwell nello svolgimento degli interrogatori.
Anni dopo Woo, ormai vecchio, decide di ritirarsi dallo S.H.I.E.L.D. ma, nel corso della sua ultima missione, la sua squadra viene interamente massacrata dalla Atlas Foundation, che lo lascia in fin di vita. Soccorso dall'Uomo-Gorilla, M-11 e Marvel Boy, l'agente viene guarito e ringiovanito grazie ai poteri di quest'ultimo perdendo però buona parte dei suoi ricordi; desideroso di vendicarsi, Jimmy Woo ricontatta Venus e riforma la sua vecchia squadra con l'aggiunta di Namora per dare la caccia alla Atlas scontrandosi nuovamente con l'Artiglio Giallo che, dopo essere stato sconfitto, si suicida rivelando all'avversario di aver passato decenni a sfidarlo unicamente affinché egli fosse pronto ad assumere il suo ruolo adempiendo così alla profezia. Divenuto il nuovo leader della Atlas Foundation, Woo la trasforma in un'organizzazione per la pace affiliata allo S.H.I.E.L.D. ribattezzando la sua squadra "Agenti dell'Atlas".

## Poteri e abilità
Jimmy Woo è un ottimo leader ed un abile stratega nonché un grande esperto di spionaggio ed un agente finemente addestrato, prima dall'FBI e in seguito dallo S.H.I.E.L.D., sia nel combattimento corpo a corpo che nell'uso delle armi da fuoco. Woo è inoltre ritenuto uno dei maggiori esperti di interrogatori dello S.H.I.E.L.D..

## Altre versioni

### Marvel Adventures
Nell'universo Marvel Adventures (rivolto a un pubblico per tutte le età), Jimmy Woo e i suoi Agenti dell'Atlas sono alleati dei Vendicatori.

### Ultimate
Nell'universo Ultimate, l'agente dello S.H.I.E.L.D. Jimmy Woo e la sua partner Sharon Carter collaborano spesso con l'Uomo Ragno.

## Altri media

### Animazione
- Jimmy Woo compare in due episodi della serie animata Avengers - I più potenti eroi della Terra.

### Marvel Cinematic Universe
Jimmy Woo appare all'interno del Marvel Cinematic Universe, interpretato da Randall Park.
- Jimmy Woo appare per la prima volta nel film Ant-Man and the Wasp (2018).
- Il personaggio appare anche nella miniserie televisiva WandaVision (2020).
- Jimmy Woo ritorna in cameo nel film Ant-Man and the Wasp: Quantumania (2023).[18]
- Jimmy Woo riappare nuovamente nella quinta serie animata dell'MCU Marvel Zombies (2025).

### Videogiochi
- Il personaggio compare nel MMORPG Marvel Heroes.